# Mumetopia nigrimana
Mumetopia nigrimana är en tvåvingeart som först beskrevs av Daniel William Coquillett 1900.  Mumetopia nigrimana ingår i släktet Mumetopia och familjen sumpflugor. Inga underarter finns listade i Catalogue of Life.